# Las Palomas del Cubo
Las Palomas del Cubo är en ort i Mexiko.   Den ligger i kommunen San Felipe och delstaten Guanajuato, i den centrala delen av landet, 300 km nordväst om huvudstaden Mexico City. Las Palomas del Cubo ligger 2 144 meter över havet och antalet invånare är 174.
Terrängen runt Las Palomas del Cubo är kuperad åt nordost, men åt sydväst är den platt. Runt Las Palomas del Cubo är det ganska glesbefolkat, med 31 invånare per kvadratkilometer. Närmaste större samhälle är San Felipe, 11,6 km väster om Las Palomas del Cubo. I omgivningarna runt Las Palomas del Cubo växer huvudsakligen savannskog.